# Shire of Laverton
Shire of Laverton is een lokaal bestuursgebied (LGA) in de regio Goldfields-Esperance in West-Australië.

## Geschiedenis
Op 12 oktober 1900 werd de Municipality of Mount Morgans opgericht en op 1 augustus 1906 het Mount Margaret Road District. Het Mount Margaret Road District slokte op 28 februari 1913 de Municipality of Mount Morgans op.
Op 20 januari 1950 veranderde het Mount Margaret Road District van naam en werd het Laverton Road District. Ten gevolge de Local Government Act van 1960 veranderde het district op 23 juni 1961 weer van naam en werd de Shire of Laverton.

## Beschrijving
Shire of Laverton is een district in de regio Goldfields-Esperance. Het is 183.198 km² groot en ligt ongeveer 950 kilometer ten oostnoordoosten van de West-Australische hoofdstad Perth. Er ligt ongeveer 110 kilometer verharde en 4.000 kilometer onverharde weg. Shire of Laverton telde 1.333 inwoners in 2021. De hoofdplaats is Laverton.

## Plaatsen, dorpen en lokaliteiten
- Laverton
- Bandya
- Beadell
- Beria
- Burtville
- Cosmo Newbery
- Duketon
- Euro
- Mount Margaret
- Mount Morgans